# Hymenaphorura anatolii
Hymenaphorura anatolii is een springstaartensoort uit de familie van de Onychiuridae. De wetenschappelijke naam van de soort is voor het eerst geldig gepubliceerd in 2001 door Pomorski.